# Liutgarda di Sassonia
Liutgarda Sassonia (840/850 – 17 novembre 885) fu come moglie di Ludovico III il Giovane, dall'876, regina consorte di Sassonia, dall'879, regina consorte dei Franchi Orientali e regina consorte di Lotaringia e dall'880, regina consorte di Baviera, sino all'882.

## Origine
Figlia quartogenita del conte dei Sassoni Orientali, Liudolfo (805/820 – 12 marzo 866) e della moglie, e di Oda Billung († 17 maggio 913).

## Biografia
Prima del 29 novembre 874, ad Aschaffenburg, Liutgarda aveva sposato Ludovico III il Giovane, che circa dieci anni prima si era promesso alla figlia del marchese di Neustria, Adalardo il Siniscalco. Ludovico il Giovane era il figlio maschio secondogenito del re dei Franchi orientali e re di Lotaringia,  Ludovico II detto il Germanico e della moglie, Emma di Baviera, figlia di Guelfo I (?-824/5), conte di Altdorf e di Edvige di Sassonia. Quindi come confermato dagli Annales Xantenses, Emma era la sorella dell'imperatrice, Giuditta di Baviera.
Alla morte del suocero, Ludovico II il Germanico, suo marito, Ludovico il Giovane, divenne re dei Franchi orientali, anche se il titolo spettava al fratello primogenito, Carlomanno su un territorio, che già governava dall'865, e che comprendeva i ducati di Sassonia e di Franconia, a cui nell'870, dopo il trattato di Meerssen, si era aggiunta anche la parte orientale della Lotaringia.
In un documento di una donazione, dell'877, Liutgarda viene citata come moglie da Ludovico il Giovane
Alla morte, nell'879, di Luigi il Balbo, il re dei Franchi Occidentali che si fregiava anche del titolo di re di Lotaringia, anche con l'appoggio dei magnati di Lotaringia, suo marito, Ludovico, riuscì a farsi riconoscere re di Lotaringia dai figli di Luigi il Balbo, Luigi e Carlomanno.
Durante la malattia del cognato maggiore, Carlomanno, fratello maggiore di suo marito, Ludovico si fece consegnare il regno di Baviera, che occupò, togliendolo al figlio illegittimo di Carlomanno, Arnolfo di Carinzia e alla morte di Carlomanno (880) divenne sovrano anche della Baviera.
Suo marito Ludovico morì nell'882, a seguito di una malattia, come riferisce il cronista Reginone, senza lasciare eredi maschi legittimi, poiché, durante l'occupazione del regno di Baviera, dell'879, il suo erede di circa due anni, anche lui di nome Ludovico, cadde da una finestra del castello di Reganesbourgh, per cui tutti i suoi territori e il titolo regale dei Franchi Orientali passarono nelle mani del fratello minore di Ludovico, Carlo il Grosso.
Dopo la morte di Ludovico, nell'882, secondo l'Ancestry, Liutgarda sposò il figlio del conte di Thurgau, Burcardo I (855/860 – 5 novembre 911), futuro duca di Svevia.
Liutgarda, nota soprattutto per la sua determinazione e l'ambizione politica, mori pochi anni dopo, il 17 novembre 885.

## Figli
Liutgarda a Ludovico diede due figli:
- Ildegarda (875/876- dopo l'899), che tra l'888 e l'895, viene citata in diverse donazioni del re dei Franchi Orientali, Arnolfo di Carinzia, la n° 14 del febbraio 888[12], la n° 107A del 991 circa[13] e la N° 132 del maggio 895[14]. Secondo gli Annales Fuldenses, nell'895, Ildegarda, accusata di tradimento, fu privata di tutti gli onori e fu relegata su un'isola del lago Chiem in Baviera[15]. Poi Ildegarda fu reintegrata nei suoi onori nell'899[8];
- Ludovico (877/878- 879[10]), che cadde da una finestra del castello di Reganesbourgh; nella caduta batté la testa e morì[10].

Mentre a Burcardo ne diede tre:
- Burcardo[17] (883/884 – 28 aprile 926), duca di Svevia;
- Ulrico o Udalrico[17] (884/885 – 30 settembre 885);
- Dietpirch, conosciuta anche come Teoberga († dopo il 923), che sposò Upaldo[18], conte di Dillingen († 909); tra i loro figli ci fu anche Ulrico di Augusta[19].

### Fonti primarie
- (LA)  Monumenta Germaniae Historica, tomus III.
- (LA)  Monumenta Germaniae Historica, tomus VI.
- (LA)  Monumenta Germaniae Historica, tomus IX.
- (LA)  Monumenta Germaniae Historica, tomus II.
- (LA)  Annales Bertiniani.
- (LA)  Monumenta Germaniae Historica, tomus I.
- (LA)  Monumenta Germaniae Historica, Diplomata Regum Germaniae ex Stirpe Karolinorum, tomus I.
- (LA)  Monumenta Germaniae Historica, Diplomata Regum Germaniae ex Stirpe Karolinorum, tomus III.

### Letteratura storiografica
- René Poupardin, I regni carolingi (840-918), in «Storia del mondo medievale», vol. II, 1979, pp. 583–635
- Allen Mayer, I vichinghi, in «Storia del mondo medievale», vol. II, 1979, pp. 734–769